# TiMi Studios
 TiMi Studios  (кит. 天美工作室群; пиньинь:Tiānměi Gōngzuò Shìqún) — дочерняя компания Tencent, студия по разработке видеоигр со штаб-квартирой в Шэньчжэне и офисами в Лос-Анджелесе, Чэнду и Шанхае. Компания была основана в 2008 году и изначально носила название Jade Studio. В настоящее время TiMi Studios состоит из нескольких студий с различной специализацией и занимается разработкой игр разных жанров для ПК, мобильных устройств и Nintendo Switch, включая Honor of Kings, Arena of Valor, QQ Speed и Call of Duty: Mobile от Activision.
По состоянию на 2020 год TiMi Studios разрабатывает игру совместно с компанией Pokémon.

## История

### 2008—2013
Компания была основана в 2008 году и изначально носила название Jade Studio. Компания дебютировала на китайском рынке игр для ПК с гоночной игрой QQ Speed. По состоянию на 2 июля 2019 года в QQ Speed зарегистрировано 700 миллионов пользователей, из которых 200 миллионов зарегистрированы с мобильных устройств. Затем QQ Speed студия выпустила собственную многопользовательскую онлайн-ролевую игру (MMORPG) под названием The Legend of Dragon и шутер от первого лица (FPS) Assault Fire в 2011 и 2012 годах. В 2013 году студия дебютировала на рынке игр для мобильных устройств с двумя играми для WeChat: We Match и We Run..

### 2014—2016
В 2014 году Jade Studio объединилась с Wolong Studio из Чэнду и Tianmeiyiyou Studio из Шанхая, объединённая компания была названа TiMi Studios. После слияния в 2015 году студия выпустила игру в жанре многопользовательская боевая онлайн-арена (MOBA) «Honor of Kings». По состоянию на июль 2019 года «Honor of Kings» является самой прибыльной мобильной игрой в мире первой половины 2019 года, принеся компании более 728 миллионов долларов.
В 2016 году студия представила King Pro League (KPL), новую киберспортивную дисциплину на основе «Honor of Kings». Её призовой фонд составил 12 миллионов долларов.

### 2016 — настоящее время
После успеха «Honor of Kings», в 2016 году студия выпустила игру Arena of Valor для Nintendo Switch. Она была выпущена в более чем 50 странах Азии, Европы, Северной Америки и Южной Америки, позволив компании выйти на рынки множества стран, в мае 2019 года было зарегистрировано более 13 миллионов активных пользователей. На Азиатских играх 2018 года и играх Юго-восточной Азии 2019 года был проведены официальные турниры по игре. 18 марта 2019 года на конференции разработчиков игр (GDC) в Сан-Франциско компания Activision объявила о сотрудничестве с TiMi Studios, которой она поручила разработку игры: Call of Duty: Mobile. Игра была выпущена 1 октября 2019 года. По состоянию на 4 октября 2019 года игра была скачена более 35 миллионов раз и принесла прибыль более 2 миллионов долларов.
В декабре 2019 года игра получила награду в категории «Лучшая мобильная игра» на The Game Awards.
В июле 2019 года было объявлено, что TiMi Studios и The Pokémon Company разрабатывают новую игру во вселенной Pokémon, у которой ещё нет названия.

## Список игр
| Год                       | Название                                       | Платформа                             |
| ------------------------- | ---------------------------------------------- | ------------------------------------- |
| 2007                      | QQ Three Kingdoms                              | PC                                    |
| 2008                      | QQ Speed (GKART / Speed Drifters)              | PC                                    |
| 2010                      | The Legend of Dragon                           | PC                                    |
| 2011                      | The King of Dazzling Fighters / King of Combat | PC                                    |
| 2012                      | Assault Fire                                   | PC                                    |
| 2013                      | Age of Gunslingers                             | PC                                    |
| 2013                      | We Match                                       | Мобильные устройства                  |
| 2013                      | We Run                                         | Мобильные устройства                  |
| 2014                      | We Fight                                       | Мобильные устройства                  |
| 2014                      | We Drift                                       | Мобильные устройства                  |
| 2014                      | Let’s Catch Demons Together!                   | Мобильные устройства                  |
| 2014                      | Eliminator Alliance                            | Мобильные устройства                  |
| 2014                      | Fantasy Fighters                               | Мобильные устройства                  |
| 2015                      | Crossfire Legends                              | Мобильные устройства                  |
| 2015                      | Honor of Kings                                 | Мобильные устройства                  |
| 2016                      | Arena of Valor                                 | Мобильные устройства, Nintendo Switch |
| 2016                      | The Legend of Dragon: Mobile                   | Мобильные устройства                  |
| 2017                      | QQ Speed: Mobile / Garena Speed Drifters       | Мобильные устройства                  |
| 2017                      | King of Chaos                                  | Мобильные устройства                  |
| 2018                      | PlayerUnknown’s Battlegrounds: Army Attack     | Мобильные устройства                  |
| 2018                      | The King of Fighters: Destiny                  | Мобильные устройства                  |
| 2018                      | Contra: Return                                 | Мобильные устройства                  |
| 2018                      | Battle Through The Heavens                     | Мобильные устройства                  |
| 2018                      | Saint Seiya: Awakening                         | Мобильные устройства                  |
| 2019                      | Call of Duty: Mobile                           | Мобильные устройства                  |
| 2021                      | Pokémon Unite                                  | Мобильные устройства, Nintendo Switch |
| Будет объявлено в будущем | Metal Slug Code: J                             | Мобильные устройства                  |